# Barbieria pinnata
Barbieria es un género monotípico de plantas con flores  perteneciente a la familia Fabaceae. Su única especie: Barbieria pinnata, conocida como enredadera de Cuba, es originaria de los trópicos de América.

## Descripción
Son planta trepadoras leñosas, escandentes o rastreras; ramas de 2–4 mm de diámetro, estriado-teretes, densamente hirsutas con tricomas 1–2.5 mm de largo, café-rojizos tornándose blanquecinos con la edad, las ramas superiores herbáceas. Hojas imparipinnadas; folíolos (9) 13–21 (25), opuestos, oblongos a elíptico-oblongos, 2–6 cm de largo y 1–2 (2.5) cm de ancho, ápice ampliamente agudo a obtuso, mucronado, base redondeada, margen entero, haz menudamente puberulenta, envés pálido y conspicuamente aplicado-piloso, peciólulos cuadrados, 1.5–2 mm de largo, estipelas linear-subuladas, 3–5 mm de largo, 1-nervias, persistentes; pecíolos 1–3 cm de largo, estípulas lanceoladas, 7–12 mm de largo, subulado-acuminadas, estriadas, persistentes. Inflorescencias pseudoracemosas, axilares o terminales, 4–16 cm de largo, con pocas flores en pares distantes, pedúnculos 4–10.5 cm de largo, pedicelos 4–7 mm de largo, brácteas lanceolado-subuladas, 4–8 mm de largo, persistentes, bractéolas lanceoladas, 7–11 mm de largo, subulado-acuminadas, flores vistosas, 4.5–5.5 cm de largo, resupinadas, rojas; cáliz angostamente tubular, 4–6 mm de ancho, tubo 16–20 mm de largo, lobos 5, subiguales, deltoide-subulados, 8–12 mm de largo, persistente en el fruto; pétalos rojos, estandarte oblongo-oblanceolado, 25–33 mm de largo con la uña de 20–24 mm de largo, alas oblongas, 9–13 mm de largo con la uña de 29–33 mm de largo, quilla elíptico-oblonga, 17–20 mm de largo con la uña de 30–34 mm de largo; estambres 10, diadelfos, tubo estaminal 38–44 mm de largo, el estambre vexilar libre, anteras uniformes; ovario ca 11 mm de largo, densamente aplicado-pubescente, blanco, sésil, estilo linear, 38–42 mm de largo, densamente barbado, estigma pequeño y terminal. Legumbres lineares, rectas, 3.5–5.5 cm de largo y 0.4–0.6 cm de ancho, envueltas en la base por el cáliz persistente, no acostilladas, sésiles, con valvas puberulento-hirsutas, marcadamente impresas al través entre las semillas, retorcidas 0.5–1.5 vueltas cuando dehiscentes; semillas 4–6 (8) por legumbre, transverso-oblongas, 2–3 mm de largo y 4–5 mm de ancho, lisas, café obscuras a negras.

## Distribución
Género monotípico de América tropical, ampliamente distribuido pero aparentemente raro a juzgar por el bajo número de colecciones que existen en los herbarios. Sus afinidades taxonómicas son cuestionables y ha sido colocado en varias tribus incluida la suya propia. Lackey lo reconoció como un sinónimo del género Clitoria. Fantz comparó Barbieria con Clitoria¡¡ y otros géneros de Clitoriinae y coincidió con la ubicación que Lackey había dado dentro de la subtribu, pero reconoció Barbieria como un género distinto. Además incluyó una revisión de Barbieria.

## Taxonomía
Barbieria pinnata fue descrita por (Pers.) Baill. y publicado en Histoire des Plantes 2: 263. 1870.
Sinonimia
- Barbieria maynensis Poepp.
- Barbieria polyphylla (Poir.) DC.
- Clitoria pinnata (Pers.) R.H.Sm. & G.P.Lewis
- Clitoria polyphylla Poir.
- Galactia pinnata Pers.[3]